# コスプレ幽霊 紅蓮女
『コスプレ幽霊 紅蓮女』（コスプレゆうれい ぐれんおんな）は、上甲宣之の小説、またそれを原作としたテレビドラマ。

## あらすじ
小学校教師の辺倉文代は、陰気な性格で人と接することが大の苦手。そんな彼女は唯一の楽しみとして、コスプレに身を包み、都市伝説上の存在「紅蓮女」と称して怪奇スポットに現れては他人を驚かしていた。しかし、そこで様々な変人や本物の妖怪、幽霊と出会ってしまう。

## 登場人物
辺倉 史代（なべくらふみよ） / 紅蓮女
主人公。無気力な小学校教師で、4年3組の担任。29歳。京都府山崎在住。他人と関わることが極端に苦手で、生徒はおろか、同僚の教師とさえまともに会話することができない。
自らを「脅人（きょうじん）」と称し、都市伝説上の存在である「紅蓮女」の扮装をしてホラースポットを徘徊し、通りかかった人間を脅かす趣味を持っている。そもそも「紅蓮女」自体が史代の創作であり、インターネットを使って長い時間をかけて全国に浸透させるなど、趣味に関しては忍耐力が強い。几帳面に自分の行動を記録しており、真実が露見しないように「紅蓮女」の活動を注意深く自制してもいる。「紅蓮女」の衣装やメイク、小道具などは大変に凝った逸品で、史代は日々研究・改良を続けている。また、小道具をそれと悟られずに使う手品の類にも精通している。
「紅蓮女」の扮装をしている時は、普段の姿からは考えられないほどプライドが高くなり、心が屈することを何よりも嫌う。自分より危険な相手に遭遇しても決して怯まず、逆に相手を精神的に打ち負かす。
武藤 英麻
3組の副担任、体育専攻。
剣塚 小五郎
4年2組担任。27歳。史代が密かに思いを寄せている同僚。
こごろー
史代が飼っているパスバレー・フェレット。
水野しより（みずの しより）
女子大生。文学部に所属し、民族学を専攻している。過去に朝宮（あさみや）と付き合っていたが、朝宮の女癖が原因で別れる事に。その傷心旅行として、温泉巡りをしていたが、愛子に連れられ阿鹿里村へ。性格は穏和だが、人を信用しやすい節があり、弥生にも弱点だと指摘されている。阿鹿里村事件後は物部と交際している。
火請愛子（ひうけ あいこ）
しよりと同じ大学の同じサークルに所属する、しよりの友人。しかし、実際しよりに近づいたのは彼女の「別れ屋」という仕事に関係があった。別れ屋の中では業績トップの実力の持ち主。柔軟な思考の持ち主で（しよりには「コペルニクス的思考」と評されている）、レイカとの戦いにも競り勝った。阿鹿里村事件後は「動物探偵」の仕事をしている。
雛乃森千尋(ひなのもりちひろ)
『地獄のババぬき』に登場する人形娘で雛乃森家18代目当主。今作で『そのケータイはXXで』のしよりと物部の会話の中に登場する阿鹿里村の恐ろしい伝説に関係する笛吹きを生業としていた初音という女性の娘である吹絵という女性の子孫に当たる人物であると判明した。
雛乃森吹絵(ひなのもりふきえ)
阿鹿里村の恐ろしい因習に関連した初音という笛吹きから生まれた娘。彼女が好きだった笛吹きの仕事にちなみに吹絵と名付けられ生まれてからずっと村人達にその存在を隠されていたが4歳の時についに見つかってしまう。その際にとある1人の村人の女性が引き取ったが村人達にバレてしまい村が行っている風習の川流しの際に川に流されたままとなってしまう。しかし下流に流れ着いた彼女は雛乃森家の人間に保護され成長し同一族の男性と結ばれた。そして晩年の彼女は雛乃森家の人間や子孫達に自分自身の出生の秘密や阿鹿里村の恐ろしい風習を明かす事となる。この事が千尋を含む後の雛乃森家の家訓となる

## 補足
『そのケータイはXX（エクスクロス）で』とリンクしており、同作品の出来事から8ヶ月後の後日談が書かれている。また、『地獄のババぬき』ともリンクするため上記2作の主人公である水野しよりと火請愛子が登場。そして『地獄のババぬき』に登場する雛乃森千尋の正体が判明する形となっている

## 書籍情報
- 単行本 2006年5月発行 宝島社 ISBN 978-4-7966-5275-9
- 文庫本 2008年1月発行 宝島社文庫 ISBN 978-4-7966-6166-9
  - 文庫版表紙絵は田島昭宇が担当。

## テレビドラマ版
2008年1月11日から3月28日までテレビ東京のドラマ24枠で放送された。

### 登場人物・キャスト
辺倉 史代 / 紅蓮女（演：高部あい）
主人公。高校「聖アナスタシア学園」に勤務する冴えない国語教師。東大にストレートで入学した才女だが、非常に内向的であるため人と接するのが極端に苦手。紅蓮女に変身し、人を脅かすのが唯一の生き甲斐。ただし、脅かすだけで、決して傷つけたりはしない。変身後の決め言葉は「紅蓮の炎で、凍りつくがいい」。登場する時に「探しているの…私の体に火をつけた奴。私を燃やしたのは、あんた？」と問いかけ、火を放つ。ポリシーは「火の用心」。技を繰り出した後、必ずマッチの燃えカスを拾って片付ける几帳面な性格。驚いたときに「なんぞー！」と、技が決まって快感を得たときに「あぁ～ん…とっぶぅ～！」と叫ぶ。自宅は阿佐ヶ谷付近の「コーポあさひ」202号室。11歳当時も今も、実家は田園調布三丁目並木通り付近。大好物は蟹。携帯電話はドコダ。誕生日は2月29日で、第8話で24歳となる。11歳の時点で、16歳になる姉の珠代が居たが、交通事故で亡くしている。
剣塚 小五郎（演：進藤学）
イケメン物理教師。同僚である史代の苗字すら覚えていない。
都市伝説同好会（TDD）
関係者以外立ち入り禁止で平成20年4月解体予定の旧部室棟（担当責任者は関谷教頭）に部室を構える。以下の6名で構成され、顧問は史代。
武藤 英麻（演：薗田杏奈）
3年桃組、クラス委員。
神田 歩美（演：中浜奈美子）
3年桃組、同好会会長。
後藤 佐織（演：中村静香）
3年桃組、紅蓮女サイトBBSでのハンドルは「サオリン」。
本間 響子（演：秋山奈々）
2年生、好物はシシャモ。調布在住で、イギリスに留学中の姉が居る。
中川 美雪（演：高山侑子）
1年生、レールスルイス製の車（運転手付き）で通学。
一条 舞衣（演：加藤みづき）
1年生。
尾崎 留美（演：夏目ナナ）
保健室のせんせい。真冬でも、常に胸元が露な薄着に白衣という出で立ち。
伊田 隆（演：羽場裕一）
ストーカー殺人犯（第4話からのクレジット）。13年前のクリスマス、吉本有香の背後から灯油を浴びせ火を放って殺し、前橋東刑務所に服役、仮出所中。紅蓮女サイトBBSでのハンドルは「Yuka（ハートマーク）」。
関谷（演：片桐竜次）
教頭。フランス語教師。事ある毎、史代に説教をする。史代は、技の練習をする際、彼の写真を標的にしている。
中鉢大輝（演：熊井幸平）
謎のお隣さん。「コーポあさひ」201号室の住人。隣室との壁は薄く、同棲中の彼女とイチャつく声が漏れ聞こえ、それが史代のイライラの種。何かと史代に物を借りに来る。
史代の母（声：有希九美）
聖アナスタシア学園に通う秀才の珠代に比べ、成績の悪かった史代に厳しく接していたが、決して愛情が無いわけではなく、それには理由があった。
今井真司（演：村杉蝉之介）
週刊ZBA!（ズバ）記者。
こごろー（声：我修院達也）
橋の下で拾ってきたパソコンソフトのキャラクターで、史代の唯一の友達。成人並みの知性と会話能力を持ち、チェーンメールを最初に送ったアドレスを突き止める特技がある。

#### ゲスト
- 第1話
  - 北沢勇介/口裂け女：ふかわりょう
- 第2話
  - 受験君：小林正寛
  - 百合子：重廣礼香
  - nタクシー運転手：春海四方
- 第3話
  - 鈴木進/チェーンメール男：加治将樹
- 第4話
  - 白衣男（売人）：つまみ枝豆
  - 黒服男（売人）：ブッチャーブラザーズ
  - 看護婦（売人）：佐野大樹
- 第5話
  - ドール：峯岸みなみ（AKB48）
  - アキラ：椿隆之[1] … 佐織の彼氏
- 第6話
  - ベッドの下の男（空巣）：はなわ
  - 史代（少女時代）：優希
- 第7話
  - 前園コージ：柳ユーレイ … テレビ関東プロデューサー
  - サツキ：金子さやか … 13年前に自殺した女優の幽霊
  - 日向：倉貫匡弘 … テレビ関東フロアディレクター
- 第8話
  - 後藤田瑞穂：中島史恵
  - 史代（少女時代）：優希
  - 珠代：寉岡萌希 … 史代の姉
  - タクシー運転手：春海四方… また紅蓮女を乗せてしまった運転手
- 第9話
  - 森岡：近江谷太朗 … オフ会主催者で「都市伝説ずびずばー」の管理人「どんだけパパイヤ」
  - 謎の男：梨本謙次郎 … 吉本有香の父親
  - 村田/男 紅蓮女B：アサカ コウギ … 中鉢の友人
  - ミホリン（声）：宮後由美 … 中鉢の彼女
- 第10話
  - 珠代/セーラーさん：寉岡萌希 … 史代の姉。誕生日は3月11日。17歳の誕生日が命日。
  - 史代（少女時代）：優希
  - 伝説マニア：石井智也
- 第11話
  - 吉本有香：原絵里
  - 津乃村真子

### スタッフ
- 原作：上甲宣之
- 脚本：田中江里夏、酒井直行、吉澤智子
- プロデューサー：岡部紳二(テレビ東京)、森田昇(テレビ東京)、大野秀樹(5年D組)、里内英司(5年D組)
- 演出：阿部雄一、木内健人、日暮謙、里内英司
- 音楽：EUGENE
- 音楽協力：テレビ東京ミュージック
- 企画協力：オスカープロモーション
- 制作：テレビ東京、5年D組
- 製作著作：「紅蓮女」製作委員会

### サブタイトル
- 第1話『都市伝説の女王 降臨』
- 第2話『VS 受験君』
- 第3話『VS 恐怖のチェーンメール』
- 第4話『監禁!! 呪いの廃病院』
- 第5話『呪いの裏花言葉』
- 第6話『ベットの下の殺人鬼』[2]
- 第7話『紅蓮女 遂にテレビで生放送』[3]
- 第8話『スクープ！ 紅蓮女の正体』
- 第9話『恐怖！ 皆殺しコスプレパーティー』
- 第10話『走れ！ 呪いのセーラーさん』
- 第11話『死闘！紅蓮女VSニセ紅蓮女』
- 最終話『バレた！紅蓮女の正体！』

### 主題歌
- 主題歌：PACHANGA『Neo Rhythm』（ユニバーサルミュージック）
- エンディング曲：加賀美セイラ『心にカラフル』

### 関連作品
- 火災調査官・紅蓮次郎